# Ryuolivier Iwamoto
Ryuolivier Iwamoto (岩元 颯オリビエ Iwamoto Ryuolivier?), född 3 april 1996 i Kagoshima prefektur, är en japansk fotbollsspelare.
Iwamoto började sin karriär 2015 i Júbilo Iwata. 2016 flyttade han till Vanraure Hachinohe. Efter Vanraure Hachinohe spelade han för Gainare Tottori.